# Nässjö IF Fotboll
Denna artikel handlar om Nässjö IF:s fotbollslag, för stamföreningen och bandysektionen se Nässjö IF.
Nässjö IF var fotbollssektionen inom Nässjö IF från Nässjö i Jönköpings län. Laget kan stoltsera med 13 säsonger i gamla division III, motsvarande dagens Ettan: 1940/1941-1946/1947, 1962-1963 och 1967-1970. Nässjö IF var även en av de första klubbarna i delta i seriespel för damer, detta skedde 1972-1983.
Fotbollssektionen utbröts ur Nässjö IF 1985 och bildade en separat fotbollsförening i form av Nässjö FF.